# Anoplophora
Anoplophora is een kevergeslacht uit de familie van de boktorren (Cerambycidae). De wetenschappelijke naam van het geslacht werd voor het eerst geldig gepubliceerd in 1839 door Hope.

## Soorten
Anoplophora omvat de volgende soorten:
- Anoplophora albopicta (Matsushita, 1933)
- Anoplophora amoena (Jordan, 1895)
- Anoplophora asuanga Schultze, 1923
- Anoplophora beryllina (Hope, 1840)
- Anoplophora birmanica Hüdepohl, 1990
- Anoplophora bowringii (White, 1858)
- Anoplophora chiangi Hua & Zhang, 1991
- Anoplophora chinensis (Forster, 1771)
- Anoplophora coeruleoantennata (Breuning, 1946)
- Anoplophora davidis (Fairmaire, 1886)
- Anoplophora decemmaculata Pu, 1999
- Anoplophora elegans (Gahan, 1888)
- Anoplophora flavomaculata (Gressitt, 1935)
- Anoplophora freyi (Breuning, 1946)
- Anoplophora fruhstorferi (Aurivillius, 1902)
- Anoplophora glabripennis (Motschulsky, 1854)
- Anoplophora graafi (Ritsema, 1880)
- Anoplophora granata Holzschuh, 1993
- Anoplophora horsfieldii (Hope, 1843)
- Anoplophora imitator (White, 1858)
- Anoplophora irregularis (Aurivillius, 1924)
- Anoplophora jiangfenglingensis Hua, 1989
- Anoplophora leechi (Gahan, 1888)
- Anoplophora longehirsuta Breuning, 1968
- Anoplophora lucipor Newman, 1842
- Anoplophora lurida (Pascoe, 1857)
- Anoplophora macularia (Thomson, 1865)
- Anoplophora malasiaca (Thomson, 1865)
- Anoplophora mamaua Schultze, 1923
- Anoplophora medenbachii (Ritsema, 1881)
- Anoplophora ogasawaraensis Makihara, 1976
- Anoplophora oshimana (Fairmaire, 1895)
- Anoplophora rubidacorpora Xie, Shi & Wang, 2012
- Anoplophora ryukyensis Breuning & Ohbayashi, 1964
- Anoplophora sebastieni Duranton, 2004
- Anoplophora similis (Gahan, 1900)
- Anoplophora sollii (Hope, 1839)
- Anoplophora stanleyana Hope, 1839
- Anoplophora tianaca Schultze, 1923
- Anoplophora tonkinea (Pic, 1907)
- Anoplophora viriantennatus Wang & Chiang, 1998
- Anoplophora wusheana Chang, 1960
- Anoplophora zonator (Thomson, 1878)